# Edgar Lüscher
Edgar Lüscher (* 15. September 1925 in Reinach, Kanton Aargau, Schweiz; † 16. Januar 1990) war ein Schweizer Experimentalphysiker, der sich mit Atom- und Festkörperphysik beschäftigte.
Nach der Matura an der Kantonsschule Aargau studierte Lüscher ab 1944 an der ETH Zürich Physik und Mathematik u. a. bei Paul Scherrer. Dem Diplom folgten einige Jahre Tätigkeit in der Industrie. 1955 wurde er an der École polytechnique fédérale de Lausanne bei Robert Mercier promoviert (Un nouveau spectromètre à vide pour le domaine de Schumann). 1956 folgte die Habilitation. Nach Industrietätigkeit war er ab 1959 Professor an der University of Illinois und ab 1964 an der TU München. Seit 1965 war er "Auswärtiges Wissenschaftliches Mitglied" am damaligen Max-Planck-Institut für Physik und Astrophysik. 1974 wurde er Fellow der American Physical Society.
Lüscher ist bekannt für sein mehrbändiges Lehrbuch über Experimentalphysik und populärwissenschaftliche Physik-Bücher. Er verfasste auch einige Fernseh- und Radiosendungen zur Physik. Lüscher beschäftigte sich auch mit Akustik.
Lüscher widmete sich auch der Lehrerfortbildung. Die seit 1976 bestehenden, von ihm begründeten „Edgar Lüscher Seminare“ (mittlerweile "Lüscher Lectures", Wochenendseminare für Physiklehrer-Fortbildung in Bayern) am Gymnasium Zwiesel sind nach ihm benannt. Von 1978 bis 1990 war Lüscher Mitglied des Verwaltungsrats des Deutschen Museums in München. Er war seit 1968 Mitherausgeber von Physik in unserer Zeit und seit 1973 von Physik und Didaktik.

## Veröffentlichungen
- Experimentalphysik, BI Hochschultaschenbücher, Bd. 1 Mechanik, geometrische Optik, Wärme, Teil 1 und 2, 1967, Bd. 2 Elektromagnetische Vorgänge, 1966, Bd. 3 Grundlagen zur Atomphysik, Teil 1, 1969, Teil 2, 1970
- Physik einmal anders – moderne Aspekte einer Wissenschaft, dtv 1971
- Physik- gestern, heute, morgen, München, Moos 1971
- Pipers Buch der modernen Physik, Piper Verlag 1978, 2. Auflage 1980, 3. Auflage als Moderne Physik 1987
- mit Christiane Holzhey Kinder entdecken Physik, Oldenbourg 1977
- als Herausgeber Kernenergie und Kerntechnik, Vieweg 1982
- mit Jörg Peter Kotthaus Experimentalphysik, TR Verlagsunion (Wissenschaftskolleg, Herausgeber Walter Fuchs)
- Beitrag zu Alexander von Cube (Herausgeber) Die Welt des Atoms – Eine Einführung 1970 (mit Wilhelm Brenig, W. Braun, Rudolf Mößbauer, Arnulf Schlüter, Heinrich Mitter)

## Verweise
1. ↑  Lüscher und Schuberth: Physik der Blechblasinstrumente. In: Physik in unserer Zeit. 1982, Nr. 1

| Personendaten    | Personendaten                                      |
| ---------------- | -------------------------------------------------- |
| NAME             | Lüscher, Edgar                                     |
| KURZBESCHREIBUNG | Schweizer Experimentalphysiker und Hochschullehrer |
| GEBURTSDATUM     | 15. September 1925                                 |
| GEBURTSORT       | Reinach, Kanton Aargau, Schweiz                    |
| STERBEDATUM      | 16. Januar 1990                                    |